# Hardtner
Hardtner är en ort i Barber County i Kansas. Vid 2010 års folkräkning hade Hardtner 172 invånare.